# 加藤斌
加藤 斌（かとう たけし、1944年5月21日 - 1965年1月4日）は、中国上海生まれ、栃木県宇都宮市出身の元プロ野球選手（投手）。

## 来歴・人物
作新学院高ではエース・八木沢荘六の控え投手として、主にリリーフを担当していた。
1962年、作新学院は八木沢などの活躍もあって春の選抜に優勝、続く夏の甲子園予選北関東大会も勝ち上がり、春夏連覇に期待をかけられた。春の優勝後、加藤は野球部長の勧めで投法をオーバースローからアンダースローに転向している。
大会直前、エースの八木沢が赤痢にかかり、チームは急遽加藤を主戦投手として戦うこととなった。甲子園では1回戦で気仙沼高に苦戦したものの勝ち上がり、準決勝では林俊彦、木俣達彦の強力バッテリーを擁する中京商を2-0で完封。決勝でも久留米商のエース伊藤久敏と投げ合い、1-0で完封勝利。作新学院は史上初の甲子園春夏連覇を果たした。高校同期に八木沢の他、高山忠克、中野孝征がいた。
甲子園優勝投手となった加藤にはプロ野球からオファーが殺到、獲得競争が始まった。当初は読売ジャイアンツ入りが有力視されていたが、中日ドラゴンズは当時コーチだった土屋弘光と加藤の姉を見合いさせて加藤に接近しようという作戦を立てた。この結果、お見合いは見事に成功し、加藤も中日入りすることとなった（詳細は土屋の項も参照）。
1年目の1963年から一軍で登板し、10月22日の最終戦では山中巽をリリーフ、5イニングを無失点で抑え阪神タイガースから初勝利を挙げた。2年目の1964年5月10日には大洋ホエールズを相手に初先発、佐々木吉郎と投げ合い4被安打で初完封を飾る。
プロ2年目のシーズンを終えた1965年1月3日、帰郷していた加藤は宇都宮市内で開かれた作新学院のクラス会に出席、その2次会に参加するため友人を乗せて自家用車で日光市の旅館に向かっていた。加藤が運転するダットサン・フェアレディは今市市（現・日光市）内を走行中、凍結した路面でハンドル操作を誤り、民家のブロック塀の角にフロント部分が突き刺さる状態で衝突した。加藤は頭蓋骨陥没により意識不明の重体、同乗の友人も重傷を負った。病院に搬送された加藤は意識を取り戻すことなく翌1月4日に死亡した。20歳没。

## 詳細情報

### 年度別投手成績
| 年 度    | 球 団    | 登 板 | 先 発 | 完 投 | 完 封 | 無 四 球 | 勝 利 | 敗 戦 | セ 丨 ブ | ホ 丨 ル ド | 勝 率 | 打 者 | 投 球 回 | 被 安 打 | 被 本 塁 打 | 与 四 球 | 敬 遠 | 与 死 球 | 奪 三 振 | 暴 投 | ボ 丨 ク | 失 点 | 自 責 点 | 防 御 率 | W H I P |
| -------- | -------- | ----- | ----- | ----- | ----- | -------- | ----- | ----- | -------- | ----------- | ----- | ----- | -------- | -------- | ----------- | -------- | ----- | -------- | -------- | ----- | -------- | ----- | -------- | -------- | ------- |
| 1963     | 中日     | 4     | 0     | 0     | 0     | 0        | 1     | 0     | --       | --          | 1.000 | 35    | 9.0      | 7        | 0           | 1        | 0     | 0        | 4        | 0     | 0        | 3     | 1        | 1.00     | 0.89    |
| 1964     | 中日     | 31    | 10    | 1     | 1     | 0        | 2     | 4     | --       | --          | .333  | 294   | 69.1     | 73       | 10          | 18       | 2     | 3        | 19       | 0     | 0        | 45    | 38       | 4.96     | 1.31    |
| 通算:2年 | 通算:2年 | 35    | 10    | 1     | 1     | 0        | 3     | 4     | -        | --          | .429  | 329   | 78.1     | 80       | 10          | 19       | 2     | 3        | 23       | 0     | 0        | 48    | 39       | 4.50     | 1.26    |

### 背番号
- 26 （1963年 - 1964年）
  - なお、この背番号は後に作新学院の後輩にあたる落合英二もつけている。